# Дордрехт
До́рдрехт (нидерл. Dordrecht) — город и община в Нидерландах, в провинции Южная Голландия. Важный торговый центр, один из первых городов Нидерландов (городские привилегии с 1220 года).

## География
Дордрехт располагается в юго-восточной части провинции Южная Голландия, примерно в 20 км к юго-востоку от Роттердама. Город занимает всю площадь одноименного острова, сформировавшегося в своей современной форме в результате наводнения Святой Елизаветы 1421 года.
Дордрехт связывает регулярное железнодорожное сообщение с Делфтом, Гаагой и Роттердамом. Между Роттердамом и Дордрехтом также действует пассажирская паромная линия.

## История
Дордрехт получил городские привилегии в 1220 году, хотя, по всей вероятности, поселение на этом месте существовало значительно дольше: хроники упоминают о гибели графа Голландии Дирка IV в середине XI века у места под названием Thuredrech или Dordracum. Дордрехт считается старейшим городом в Голландии (но не в Нидерландах, где Гертрёйденберг в Северном Брабанте получил самоуправление раньше).

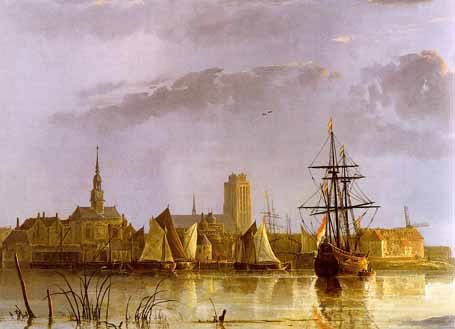
Пейзаж Дордрехта XVII века, автор Альберт Кейп

Расположенный на пересечении водных торговых путей Дордрехт, через который проходили грузы вина, леса и зерна, оставался важнейшим и наиболее влиятельным городом Голландии до XVI века. В 1572 году он стал одним из первых нидерландских городов, взбунтовавшихся против испанской власти, и именно здесь впервые собралась Свободная ассамблея Объединённых провинций. Также в Дордрехте проходили многочисленные теологические дебаты, целью которых было урегулирование доктринальных расхождений между протестантскими конфессиями (в том числе здесь прошёл Дордрехтский синод 1618 года, решавший вопрос о предопределении и свободе воли и окончившийся разгромом арминианства). Начиная с XVII века Дордрехт начал терять ведущие позиции в голландской экономике и политике, уступая их своим северным соседям, но остался важным кораблестроительным и торговым центром страны.

## Население и администрация
В конце 2013 года в Дордрехте проживал 118 691 человек, на 1330 человек меньше, чем в 2000 году. Перед этим, однако, за период с 1960 по 2000 год население города выросло более чем на 40 % — с 84 до 120 тысяч человек.

Распределение населения Дордрехта по полу и возрасту, 2008 год

Согласно переписи населения 2008 года, 17,6 % населения Дордрехта составляли дети в возрасте 15 лет и моложе, 14,7 % — люди пенсионного возраста (65 лет и старше). Эти величины примерно соответствуют пропорциям жителей этих возрастов в Южной Голландии и Нидерландах в целом. Около 50 % населения города состояли в браке, 16 % были вдовыми или разведёнными. В 34 % семейных хозяйств были дети. В 2006 году средний доход на взрослого жителя Дордрехта (в возрасте от 15 лет) составлял 12,9 тысячи евро в год после вычета налогов — несколько ниже, чем в среднем по провинции (13,6) и по стране (13,3). Средний доход на работников на полной ставке составлял 18,2 тысячи евро в год, также несколько ниже, чем в целом по Южной Голландии или по стране.
26,7 % жителей Дордрехта в 2008 году были иммигрантами — такой же процент был зарегистрирован по провинции Южная Голландия, но в Нидерландах в целом иммигранты составляли менее 20 % населения. Из числа дордрехтских иммигрантов 5,3 % родились в Турции, около 5 % на Нидерландских Антильских островах, на Арубе и в Суринаме, и 2,2 % в Марокко. В 1990-е и 2000-е годы в Дордрехте ежегодно поселяется больше тысячи иммигрантов, в то время как число жителей, прибывающих из других городов Нидерландов и перебирающихся из Дордрехта в другие регионы страны, примерно одинаково — порядка 4000 человек в год.
Муниципальный совет в составе 39 депутатов во главе с бургомистром избирается каждые 4 года. Очередные выборы состоялись в марте 2018 года, по их итогам в совете представлены 12 фракций, а бургомистром стал А. В. Колфф. Повседневное административное управление городом осуществляет Комиссия бургомистра и олдерменов в составе семи человек.

## Достопримечательности

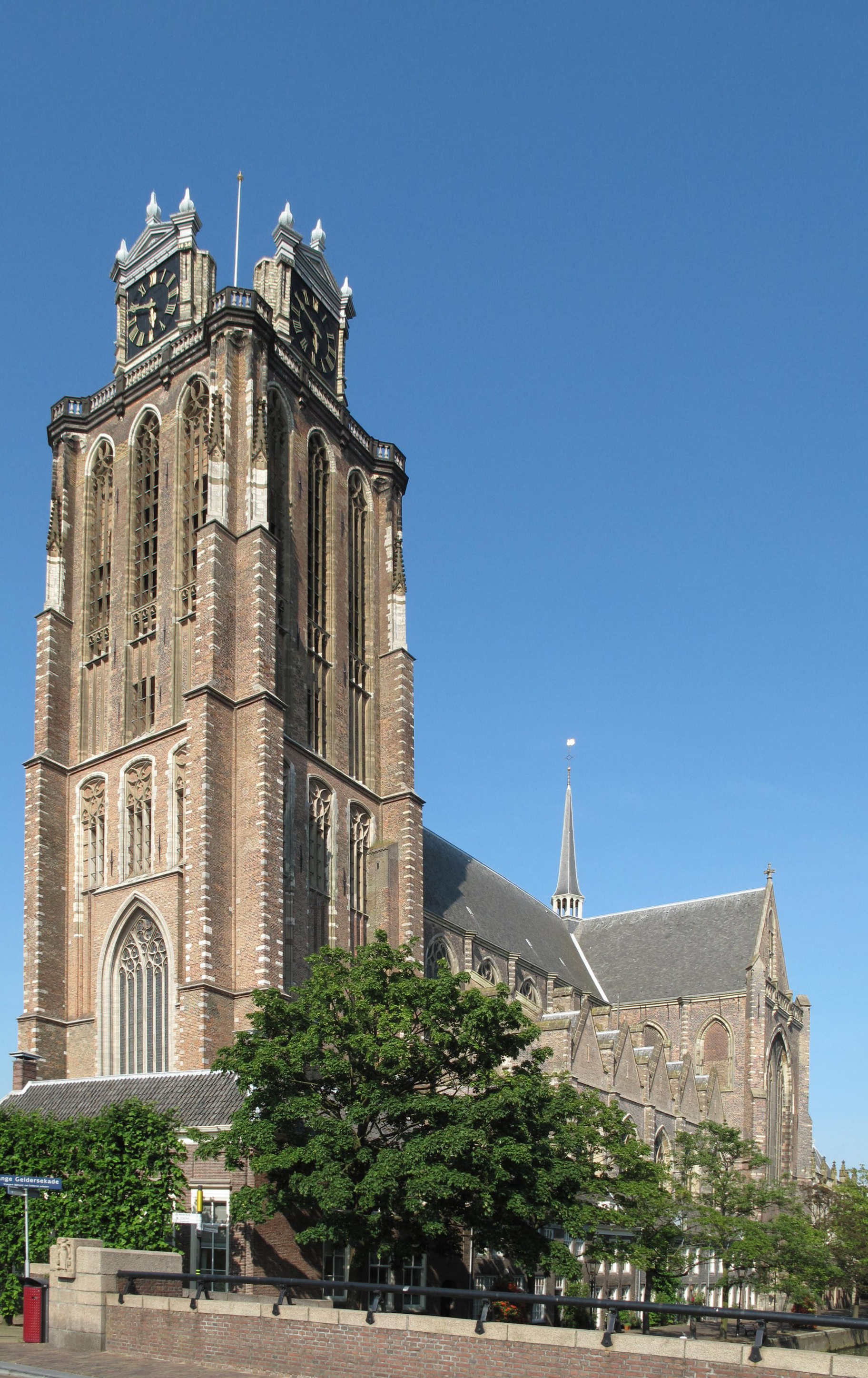
Гроте-Керк

В историческом центре Дордрехта, почти не подвергшемся разрушениям в ходе Второй мировой войны, сохранилось множество зданий постройки XVIII и XIX века. Город пересекают многочисленные каналы, главный из которых идёт вдоль центральной торговой улицы Дордрехта — Ворстрат. В центре города, на пересечении улиц Ворстрат и Висстрат, воздвигнут памятник братьям Яну и Корнелису де Виттам — политикам-республиканцам, убитым оранжистами в Гааге в 1672 году. Завершается Ворстрат воротами бывшей городской заставы Гротсхофдспорт, построенными в 1618 году. Из 12 крепостных ворот Дордрехта сохранились только двое — вторые, Катрейнепорт, сооружены в 1652 году. Рядом с Новым портом (нидерл. Nieuwe Haven) находится готическая церковь Гроте-Керк, построенная в XIV веке и остающаяся одной из крупнейших церквей Нидерландов. Усечённую колокольню церкви венчают добавленные в XVII веке часы.
В городе действует ряд музеев, среди которых Дордрехтский музей — картинная галерея, в собрании которой картины нидерландских художников, преимущественно XVII века и позже, включая работы таких авторов, как Якоб и Альберт Кейпы, Ян ван Гойен, Адам Виллартс, Ари Шеффер, Йозеф Исраэлс и Г. Х. Брейтнер. Интерес также представляют выставки старейшего в Нидерландах союза художников «Пиктура», основанного в 1774 году Артом Схауманом и объединяющего в начале XXI века более ста авторов. Один из старых особняков рядом с портом Волвеверсхавен превращён в краеведческий музей Симона ван Гейна, где представлено историческое убранство XIX века, а также камин XVI века, перенесенный туда из старого дома гильдии аркебузиров. Среди других музеев города — «Нидерландский двор» (нидерл. Het Hof van Nederland) и Музей 1940—1945 годов. Театр Кунстмин, открывшийся в 1864 году, находится в собственности города с 1913 года. В здании театра, перестроенном в 1938 году в стиле необарокко, помимо нескольких театральных площадок расположены также концертный зал, многоцелевой малый зал и кинотеатр. Ещё один театр, «Inter Amicos», основан в 1896 году и с 1947 года носит звание королевского.
В окрестностях Дордрехта находятся ещё два популярных туристических объекта — Национальный парк Де Бисбос, представляющий собой обширные водно-болотные угодья, сформировавшиеся после наводнения Святой Елизаветы 1421 года, и историческая деревня Киндердейк, известная своим собранием ветряных мельниц. И Де Бисбос, и Киндердейк связывает с Дордрехтом регулярное автобусное сообщение.

## Персоналии
- Бален, Матиас (художник) (1684—1766) — нидерландский живописец.
- Верелст, Герман (1641—1702) — нидерландский живописец.
- Рутгерс, Иоганн (1589—1625) — голландский поэт и филолог.
- Верелст, Питер (1648—около 1678) — нидерландский живописец.
- O'G3NE — нидерландская группа, представитель Нидерландов на конкурсе песни Евровидение 2017.
- Киркел, Герт — гребец, призёр чемпионата мира по академической гребле 2001, 2005, 2006 и 2007 года.